# Presicce-Acquarica
Presicce-Acquarica è un comune italiano di 9 132 abitanti della provincia di Lecce in Puglia.

## Geografia
Il comune ha una superficie di 43,06 km² e una densità 214,05 ab./km². Un'altitudine media di 104 metri sul livello del mare (altitudine minima: 60 metri, massima: 173).

## Storia
È stato istituito il 15 maggio 2019, dalla fusione degli ex comuni di Presicce e di Acquarica del Capo. I due centri, che già costituivano fisicamente un'unica città, si sono anche uniti amministrativamente. L'elezione del primo sindaco si è tenuta il 20 e 21 settembre 2020.

### Simboli
Il nuovo comune di Presicce-Acquarica non ha ancora adottato un proprio emblema. Attualmente utilizza un simbolo composto dagli stemmi dei due vecchi comuni affiancati. 
Dal 2000 questi formavano l'Unione dei comuni di "Presicce ed Acquarica del Capo", oggi disciolta, a cui era stato concesso con D.P.R. del 24 luglio 2007 uno stemma partito: il 1º di azzurro, alla torre di argento, murata di nero, merlata alla guelfa di cinque, finestrata e chiusa dello stesso, fondata sulla pianura diminuita, di rosso; il 2º di verde, alla mola d'oro, forata in tondo del campo, accompagnata da due fasce diminuite, d'oro, una in capo, l’altra in punta e un gonfalone costituito da un drappo di bianco.

## Società

### Evoluzione demografica
Abitanti censiti

Fino al 2011 vengono accorpati i dati dei censimenti degli ex comuni di Presicce e di Acquarica del Capo.

### Popolazione straniera residente
Al 31 dicembre 2019 la popolazione straniera residente era pari a 282 persone, le nazionalità più numerose provenienti da:
- Romania - 72
- Albania - 39
- Marocco - 39
- Bulgaria - 38
- Cina - 13
- Egitto - 10
- Germania - 9
- Repubblica Dominicana - 8

## Amministrazione
| Periodo           | Periodo           | Primo cittadino | Partito      | Carica                  | Note |
| ----------------- | ----------------- | --------------- | ------------ | ----------------------- | ---- |
| 15 maggio 2019    | 21 settembre 2020 | Claudio Sergi   |              | commissario prefettizio |      |
| 21 settembre 2020 | in carica         | Paolo Rizzo     | lista civica | sindaco                 |      |

## Infrastrutture e trasporti

### Strade
- Strada Statale 274 - Salentina Meridionale

Il comune è inoltre raggiungibile dagli altri comuni limitrofi anche con molteplici Strade Provinciali.

### Ferrovie
Il comune è facilmente raggiungibile in treno dalla stazione di Presicce-Acquarica, posta sulla linea 3 delle Ferrovie del Sud-Est.